# Rodeo

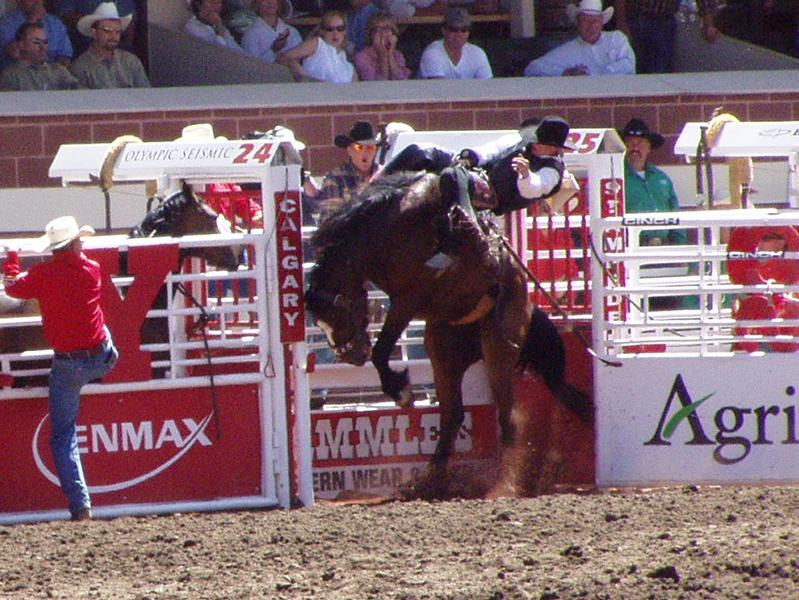
Wierzgający koń w Calgary Stampede.

Rodeo – sport wywodzący się z pracy z bydłem, głównie w USA, a także w Hiszpanii i Australii. Bazuje ono na umiejętnościach wymaganych w pracy kowbojów. Konkurencje, w większości rozgrywane z końskich grzbietów, mają sprawdzać umiejętności i refleks zawodników. Rodeo jest ściśle powiązane z Western riding.

## Konkurencje
Profesjonalne rodeo składa się z następujących konkurencji:
- Calf roping
- Team roping
- Steer wrestling
- Saddle bronc riding
- Bareback bronc riding
- Bull riding
- Barrel racing

Wybór konkurencji przypisanych do rodeo jest podyktowany raczej względami historycznymi niż merytorycznymi. Niektóre konkurencje (np. barrel racing) zaliczane są czasami do konkurencji Western riding, a niektóre konkurencje jazdy w stylu west (np. Team penning, Cutting, lub Pole bending) są rozgrywane podczas rodeo.